# Salvator Pélégry
Jules Ghiberti Donato Salvator Pélégry (* 25. März 1898 in Sanary-sur-Mer; † 16. Februar 1965 ebenda) war ein französischer Schwimmer.

## Karriere
Pélégry nahm 1924 an den Olympischen Spielen in Paris teil. Hier scheiterte er in den Wettbewerben über 400 m und 1500 m Freistil jeweils im Vorlauf an der Halbfinalqualifikation.
Seine Schwester Bienna Pélégry und deren Sohn Jean Boiteux nahmen ebenfalls an Olympischen Spielen teil.